# George Sondes (1er comte de Feversham)
George Sondes, 1er comte de Feversham (novembre 1599 - 16 avril 1677) est un homme politique anglais qui siège à la Chambre des communes entre 1626 et 1676 et est ensuite créé pair et membre de la Chambre des lords. 

## Biographie
Il est né à Lees Court, dans la paroisse de Sheldwich, près de Faversham dans le Kent, fils de Sir Richard Sondes (1571-1645) de Throwley et de son épouse Susan Montagu, fille de Sir Edward Montagu de Boughton House. Il fait ses études au Queens 'College de Cambridge, où il entre en 1615 et où son précepteur est John Preston ; mais il ne semble pas avoir obtenu de diplôme. Il entre dans le Middle Temple en 1619. 
Il est créé Chevalier de l'ordre du bain lors du couronnement de Charles Ier le 2 février 1626. En 1626, il est élu député de Higham Ferrers. Il est réélu député de Higham Ferrers en 1628 et siège jusqu'en 1629, date à laquelle le roi Charles décide de gouverner sans parlement pendant onze ans. Il est haut-shérif du Kent pour 1636-1637. 

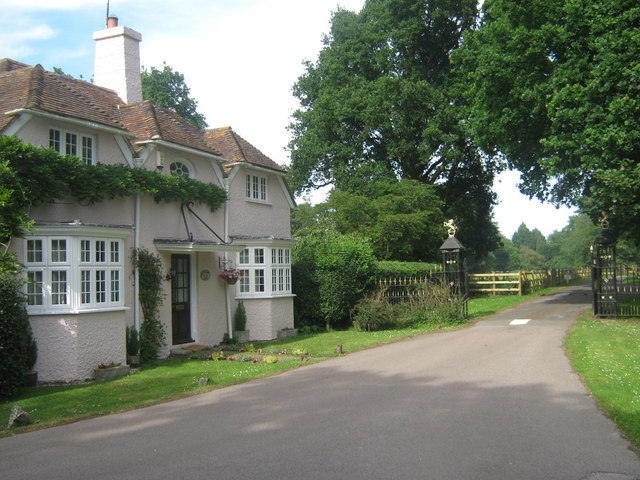
Lees Court Lodge

Dès le début de la Première guerre civile anglaise il est nommé lieutenant-adjoint du Kent et siège au comité royaliste du comté en 1643. En conséquence, il souffre beaucoup dans son domaine et est emprisonné à partir de 1645, d'abord au château d'Upnor puis dans la tour de Londres. Il est libéré de la tour en juin 1650, après avoir versé 3 350 £. À sa libération, il commence à reconstruire Lees Court à partir des plans d’Inigo Jones. 
Alors que tous les deux sont jeunes, l'un des fils de Sondes en tue un autre en 1655. Freeman, le plus jeune, assassine son frère aîné George alors qu'il est endormi dans son lit. Freeman est emmené à Maidstone pour y être jugé avant les assises. Il est reconnu coupable et exécuté pour le crime commis à Pennendenheath quinze jours après le crime. Le corps est ensuite déposé dans l'église de Bearsted. 
Sondes est accusé de négligence morale. Il a omis (a-t-on dit) de continuer à doter l'école gratuite Throwley comme l'avait proposé son père, avait mal exécuté le testament de son beau-père, sir Ralph Freeman, et avait généralement mal géré l'éducation de ses fils. Sir George a répondu aux accusations dans un «récit au monde, de tous les passages depuis la mort de ses deux fils» (Londres, 1655). 
À la Restauration anglaise en 1660, il redevient lieutenant du Kent. En 1661, il est élu député d'Ashburton au Parlement cavalier . Il siège pour cette circonscription jusqu'en 1676, année de sa création comme comte de Feversham, vicomte Sondes et baron de Throwley. 
Il meurt à Lees Court, sans descendance masculine, à l'âge de 77 ans environ. Thomas Southouse dédia son Monasticon Favershamiense à Sondes en 1671. 

## Famille
Feversham est marié deux fois: la première, en 1632, avec Jane Freeman, fille et héritière de Ralph Freeman (lord-maire) d'Aspeden, Hertfordshire, maire de Londres en 1633-1633, dont il a trois fils: Freeman, mort jeune, George, et un deuxième Freeman. Il épouse ensuite le 25 février 1656, à St Paul's, à Covent Garden, Mary Villiers, fille de Sir William Villiers, de Brooksby. Par sa deuxième épouse, il a deux filles: Mary, baptisée à l'église de Sheldwich le 15 mars 1657 et Catherine, baptisée le 20 avril 1658. 
Le 7 août 1655, son fils cadet, Freeman, âgé de dix-huit ou dix-neuf ans, apparemment attisé par la jalousie, a tué son frère aîné, George, alors qu'il dormait dans une chambre haute de Lees Court, par un coup sur le dos de la tête avec un couperet. Le meurtrier, qui a immédiatement informé son père de son crime, a été conduit à Maidstone le lendemain et traduit en justice devant les assises de Maidstone le 9 août. Il a plaidé coupable, a été condamné à mort et a été pendu à Maidstone le 21 août. Le fratricide constituait un thème pour la chaire: Robert Boreman publia aussitôt «Un miroir de miséricorde et de jugement, ou un récit fidèle de la vie et de la mort de Freeman Sonds, Esqu., 1655. 
Le 9 mars 1676, son gendre Louis de Duras, second comte de Feversham, qui a épousé sa fille, Lady Mary Sondes, lui succède. Son autre fille, Lady Catherine Sondes, épouse Lewis Watson le 17 juillet 1677. Watson devient baron Rockingham en 1689 et, à la mort du second comte de Feversham, est créé baron Throwley, vicomte Sondes de Lees Court et comte de Rockingham (19 octobre 1714). 